# ヴァロンゴ埠頭の考古遺跡
ヴァロンゴ埠頭の考古遺跡（ヴァロンゴふとうのこうこいせき、ポルトガル語: Sítio Arqueológico Cais do Valongo）は、リオ・デ・ジャネイロの中心地に位置するバラン・デ・テフェー通り（Avenida Barão de Tefé）沿いの公園内にある19世紀の港湾の遺跡からなるブラジルの世界遺産である。

## 概要
リオ・デ・ジャネイロ市内のジョルナル・ド・コメルシオ広場（Praça Jornal do Comércio）に全体が収まっているヴァロンゴ埠頭の考古遺跡は、1811年以降にアフリカから南アメリカに上陸した奴隷の荷揚げ地として建造された石造りの港の姿を残している。推定90万人のアフリカ人がヴァロンゴ埠頭を通して南アメリカに入ったとされている。遺跡は時代によっていくつかの層で形成されており、最下層のペ・デ・モレケ様式（pé-de-moleque style）の舗装がヴァロンゴ埠頭の本来の姿と考えられている。ヴァロンゴ埠頭はアフリカ奴隷がアメリカ大陸に到着したことを示す最も重要な物証である。2010年ごろまでは地中に埋まった状態であったが、世界遺産登録に向けて発掘が行われ広場として整備された。

## 登録基準
この世界遺産は世界遺産登録基準のうち、以下の条件を満たし、登録された（以下の基準は世界遺産センター公表の登録基準からの翻訳、引用である）。
- (6) 顕著で普遍的な意義を有する出来事、現存する伝統、思想、信仰または芸術的、文学的作品と直接にまたは明白に関連するもの（この基準は他の基準と組み合わせて用いるのが望ましいと世界遺産委員会は考えている）。
  - ヴァロンゴ埠頭はアフリカの奴隷がアメリカに到着した歴史的事象を示すもっとも重要な物証である。それは人類史上最も残酷な罪である奴隷制度に強固に関連し、歴史上最も大きな強制移住を生み出したものである。アフリカ人奴隷がアメリカの大地を踏んだまさしく最初の場所であり、多くのアフリカ系ブラジル人が関連している痛ましい記憶を呼び起こすものである。この記憶を保存することは、ブラジルにあるアフリカの遺産を継承させていくことを意味している。